# مانويل مانديل
مانويل مانديل (بالبرتغالية: Manuel Mandel‏) هو مجدف برازيلي، ولد في 30 سبتمبر 1936 في ريو دي جانيرو في البرازيل، وتوفي في 27 سبتمبر 2009.

## وصلات خارجية
- مانويل مانديل على موقع الاتحاد الدولي للتجديف (الإنجليزية)
- مانويل مانديل على موقع أوليمبيديا (الإنجليزية)